# Usatyj njan'
Usatyj njan' (Усатый нянь) è un film del 1977 diretto da Vladimir Grammatikov.

## Trama
Il film racconta di un giovane che non può restare a lungo in nessun lavoro e non vuole crescere. E improvvisamente è stato portato a lavorare in una scuola materna.